# Stazione di Chiomonte
Stazione di Chiomonte vasútállomás Olaszországban, Chiomonte településen.

## Vasútvonalak
Az állomást az alábbi vasútvonalak érintik:
- Torino–Modane-vasútvonal

## Kapcsolódó állomások
A vasútállomáshoz az alábbi állomások vannak a legközelebb:
- Stazione di Salbertrand (Stazione di Bardonecchia, Line SFM3)
- Stazione di Meana (Stazione di Torino Porta Nuova, Line SFM3)